# Açude Caldeirão
O Açude Caldeirão é uma represa brasileira construída no leito do Rio Caldeirão, no estado do Piauí. A represa está localizada a cerca de 9km da sede do município de Piripiri. O Açude Caldeirão foi inaugurado em 1945 e tinha como objetivo regularizar o fluxo do Rio Caldeirão, irrigando as várzeas da região durante os períodos de seca em que essas localidades ficavam inabitáveis. O açude tem uma volume acumulado de 54.600.000 m3 e uma vazão de 2,16 m3/s.

## História
Devido aos inúmeros períodos de estiagem registrados na região durante o inicio do século XX, o governo federal começou a aventar a ideia de controlar o fluxo do Rio Caldeirão afim de irrigar o local e torná-lo habitável durante os períodos de seca. Estudos foram conduzidos pela "Comissão do Piauí" entre agosto de 1933 e julho de 1936. E entre julho de 1936 e julho de 1937 foram elaborados, pela Sessão Técnica da Inspetoria Federal de Obras Contra as Secas (IFOCS), os desenhos do Projeto Executivo do Açude. A construção da barragem se iniciou em 1 de abril de 1937 e terminou em meados de 1945.

## Impacto na região
Além de abastecer de água o município de Piripiri, o Açude Caldeirão é também uns dos principais pontos turísticos da região, abrigando diversos empreendimentos turísticos em suas margens. Além disso, a represa é uma das principais fontes pesqueiras locais.